# 基地與帝國

《基地與帝國》台灣中文版封面（奇幻基地）

《基地與帝國》（英語：Foundation and Empire），是美國作家以撒·艾西莫夫出版於1952年的科幻小說中篇集，「基地三部曲」的第二部（後來發展成「基地系列」），收錄的2篇中篇小說，最早是分成兩本書出版的。這部中篇集跟《第二基地》關係密切，各有部份「騾」出場的故事。

## 將軍
基地紀元195-196年，原名〈冥冥之手〉（The Dead Hand）。

經過兩百多年勵精圖治，基地以科技貿易征服眾多星際間的政治力量，成為銀河一方的霸主，無可避免地與銀河帝國發生衝突。帝國將軍貝爾·里歐斯急於建功立業，領軍進逼基地。另一方面，基地派出行商探子拉珊·迪伐斯假裝被捕，意欲一探虛實，不料慘遭反間。里歐斯頻頻回奏朝廷，大事將成，請求增兵，此舉引起帝國皇帝克里昂二世的猜忌，里歐斯功高震主，最後不得不功敗垂成。
故事裡的帝國皇帝克里昂二世和將軍貝爾·里歐斯，原型是東羅馬帝國皇帝查士丁尼大帝和麾下大將貝利撒留。情節與英國詩人罗伯特·格雷夫斯的《Count Belisarius》相似。

## 騾
基地紀元310-311年。

時間又過百年，帝國名存實亡，基地腐敗滲透，銀河四處，軍閥割據。哈里·谢顿再次現身說法，基地赫然遭受入侵，「謝頓危機」倏忽降臨，發生的一切完全偏離謝頓的心理史學預測，一個新崛起的軍閥勢力「騾」，兵不刃血，佔下基地。杜倫和貝泰·達瑞爾夫婦，偕同一位基地的心理學家，跟一位見過「騾」的小丑，前往已受內戰洗劫一空的川陀，意圖找到第二基地，求援制「騾」，他們最後才知道，敵人始終遠在天邊，近在眼前。

## 外部連結
- 艾西莫夫官方網頁 （页面存档备份，存于）